# Macedonisch (taal)
Macedonisch (македонски јазик; makedonski jazik) is een Zuid-Slavische taal, behorend tot de Indo-Europese taalfamilie. Het wordt gesproken door ongeveer twee miljoen mensen in het land Noord-Macedonië. Kleinere groepen van taalsprekers zijn ook te vinden in Bulgarije, Griekenland en Albanië, alsmede in landen met Macedonischsprekende emigranten, zoals Servië, de Verenigde Staten, Canada en Australië.
De ontwikkeling en differentiatie van de taal duurde een aantal eeuwen, beginnend met het Oudkerkslavisch gesproken in de middeleeuwen. Rondom de 19de en 20ste eeuw verschenen de eerste geschreven teksten in de taal. De Macedonische taal werd de officiële taal van de Socialistische Republiek Macedonië als deel van Joegoslavië. De codificatie werd rond dezelfde periode geformaliseerd en de grootste bijdrage kwam door het werk van Blaže Koneski. Het Macedonische alfabet en orthografie zijn gecodificeerd in 1945 en de taal heeft een moderne literatuur ontwikkeld.
Het Macedonisch is deel van een dialectcontinuüm met de andere Zuid-Slavische talen zoals het Bulgaars en het Servisch. Taalkundigen onderscheiden 29 verschillende dialecten van de Macedonische taal, met de grootste verschillen tussen de Westerse en Oosterse dialectgroepen. Sommige elementen van de grammatica van de taal omvatten dynamische klemtoon die op de derde lettergreep gerekend vanaf het eind van het woord valt, drie bepaalde lidwoorden om de positie van een substantief te beschrijven in verwijzing naar de spreker, en werkwoorden die simpele en complexe verbale tijden hebben. De Macedonische orthografie is fonemisch, dus er bestaat een grafeem voor elk foneem. De taal wordt geschreven met het cyrillische alfabet met 31 letters.
Behalve de overeenkomsten met het Servisch en het Bulgaars, werd de Macedonische woordenschat beïnvloed door het Turks en het Russisch. Bescheidener invloeden kwamen van talen met prestige zoals het Duits, Frans en het Engels. Door de mate van onderlinge verstaanbaarheid tussen het Macedonisch en het Bulgaars, en vanwege hun wederzijdse ontwikkeling, wordt de Macedonische taal wel gezien als een variëteit van het Bulgaars in dat land.

## Feiten over de taal
Macedonisch is ontwikkeld uit het Oost-Zuid-Slavisch dialectcontinuüm. Standaard Macedonisch is gecodificeerd in 1945 en heeft sindsdien moderne literatuur ontwikkeld. De internationale consensus is dat Macedonisch een autonome taal is binnen het Oost-Zuid-Slavische dialectcontinuüm.
Het Macedonisch wordt geschreven met een variant van het cyrillisch alfabet. Het alfabet heeft een aantal afwijkende tekens: ѓ, ќ, ѕ, љ, њ, ј en џ.
Het moderne Macedonisch is niet hetzelfde als het Oudmacedonisch. Het Oudmacedonisch uit de oudheid was een van de vele Griekse dialecten die in het noorden van de Helleense (Griekse) wereld werden gesproken. Door de mogelijke invloeden van andere niet-Helleense volkeren die in die regio verbleven bevatte dit dialect meer dan in de zuidelijke Helleense regio's talrijke niet-Helleense woorden. Een reeks eigennamen en een paar afzonderlijke woorden leveren hiertoe het bewijs. Anderzijds duidt het voorvoegsel 'Mak' op een Helleense achtergrond van het volk. Een van de vroegste benamingen was immers 'Makdones'. Een overblijfsel van dit 'Mak' bestaat nog steeds in het modern Grieks, nl. 'makria, makri, ...' wat betekent 'ver, lang'. En net als de 'Maknites' (Magnisiërs) zouden de Makdones onder druk van de binnenvallende Doriërs uit het verre (hoge) Pindosgebergte naar de valleien zijn gekomen. De Magnisiërs hebben de streek bewoond die vandaag nog steeds Magnisia heet met als grootste stad Volos. De Makdones of later Makedones bewoonden de benedenvallei van de rivier Aliakmon en stichtten hun hoofdstad Aiges in de buurt van het huidige Veroia.

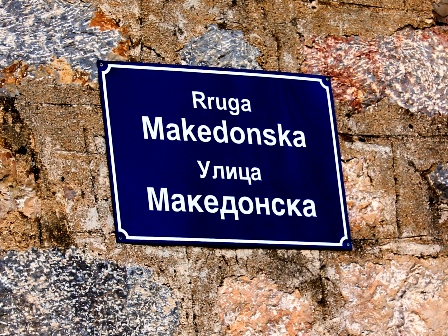
Tweetalig Albanees/Macedonisch straatnaambord in Pustec (Prespa-gebied) in Albanië

| Cyrillisch IPA | А а /a/ | Б б /b/      | В в /v/       | Г г /ɡ/  | Д д /d/  | Ѓ ѓ /ɟ/  | Е е /ɛ/ | Ж ж /ʒ/ | З з /z/ | Ѕ ѕ /d͡z/ | И и /i/ | Ј ј /j/ |
| Cyrillisch IPA | К к /k/ | Л л /l/, /ɫ/ | Љ љ /lj/, /l/ | М м /m/  | Н н /n/  | Њ њ /ɲ/  | О о /ɔ/ | П п /p/ | Р р /r/ | С с /s/  | Т т /t/ | Ќ ќ /c/ |
| Cyrillisch IPA | У у /u/ | Ф ф /f/      | Х х /x/       | Ц ц /t͡s/ | Ч ч /t͡ʃ/ | Џ џ /d͡ʒ/ | Ш ш /ʃ/ |         |         |          |         |         |